# Wagnergruppen

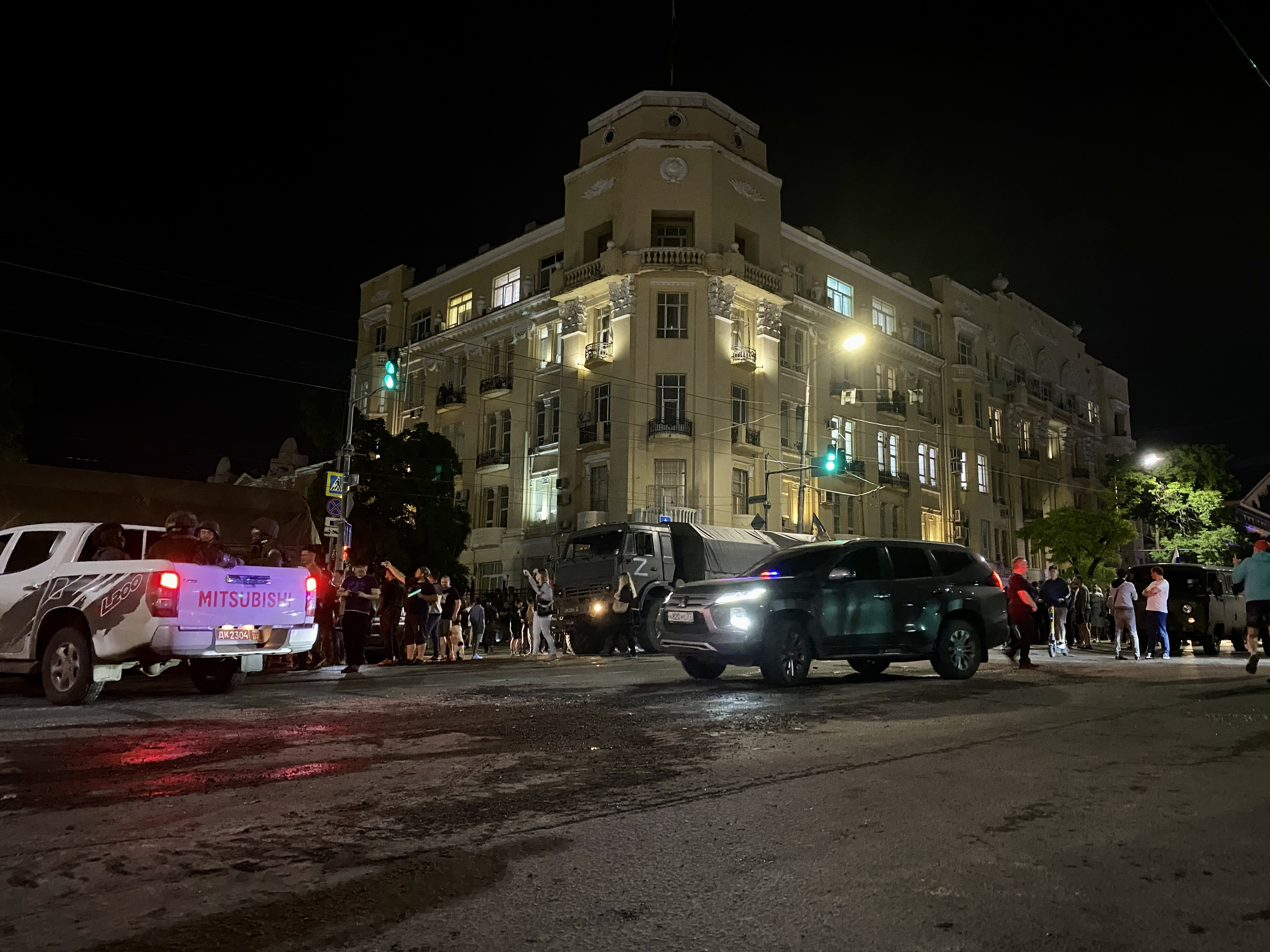
Södra militärdistriktets högkvarter i tidigare Palace Hotel i staden Rostov-na-Donu, Ryssland under Wagnergruppens uppror i juni 2023.

Wagnergruppen (ryska: Группа Вагнера/Gruppa Vagnera) är en rysk paramilitär organisation. Den tillhandahåller legosoldater till konflikter i olika delar av världen, inklusive till Rysslands invasion av Ukraina där gruppen fram till sommaren 2023 gav stöd till Rysslands ordinarie marktrupper. Gruppen har även rekryterat soldater till bland annat syriska inbördeskriget, andra libyska inbördeskriget samt inbördeskrigen i Centralafrikanska republiken och i Sudan.
Organisationen utbildar sina soldater på en rysk militärbas i Krasnodar kraj, som används av Rysslands specialförband. I praktiken samordnar man sina aktioner nära med den ryska militärapparaten, medan Rysslands ledning gör allt för att förneka gruppens existens.
År 2022 rapporterades det att Wagnergruppen hade uppemot 50 000 aktiva i Ukraina, däribland 40 000 fångar. Den 23 augusti 2023 dödades bland andra Wagners ledare Jevgenij Prigozjin och grundare Dmitrij Utkin i en flygkrasch i Ryssland.

## Historik

### Förhistoria
Wagnergruppen har sitt ursprung från 2013. Då grundade anställda vid det ryska säkerhetsföretaget Moran Security Group det Hongkongbaserade Slavonic Corps, där syftet var att försvara och skydda ekonomiska egendomar åt den syriska staten under det pågående inbördeskriget. Slavonic Corps hade rekryterat 267 ryska legosoldater, och när de väl var i Syrien var de både underbemannade och hade för undermålig krigsmateriel.
Legosoldaterna var involverade i en operation som gick ut på att återta statliga oljefält i provinsen Dayr az-Zawr från rebeller. Deras färd startades i Latakia, men de kom inte längre än till Homs eftersom en syrisk militärhelikopter misstog konvojen för att tillhöra rebeller. När helikoptern skulle inleda en attack, råkade den flyga in i kraftledningar och kraschade in i konvojen, vilket gjorde det omöjligt för Slavonic Corps att fullfölja sin färd. De tog därefter sin tillflykt till staden al-Sukhnah, men väl där mötte de massivt motstånd från uppemot 6 000 rebeller. De fick retirera och uppdraget misslyckades.
Legosoldaterna blev hemskickade, och när de landade på Vnukovos internationella flygplats i Moskva blev samtliga arresterade av den ryska militärmyndigheten Ryska federationens federala säkerhetstjänst (FSB) för de hade brutit mot den ryska federala lagen som förbjuder ryska medborgare att arbeta som legosoldater. FSB slog även till mot och arresterade grundarna av Slavonic Corps och de riskerade fängelse i uppemot åtta år.

### Under eget namn
Den paramilitära organisationen nämndes för första gången 2014 med namnet ChVK Vagner, när de var i Luhansk oblast och deltog i konflikten i östra Ukraina. Den som pekas ut att vara grundaren är Dimitrij Utkin, som tidigare varit chef för en enhet inom GRU:s specialförband och en av dem som rekryterades till Slaviska kåren.
I början av 2015 deltog de även i slaget om Debaltseve, och i oktober blev de även skickade till Syrien där de sedan dess befunnit sig. År 2017 blev de involverade i Sudans inbördeskrig och 2018 även i de krig som utkämpades i Centralafrikanska republiken och Libyen.
Wagnergruppen har också haft kopplingar till händelser där fyra journalister under 2018 miste livet efter att ha försökt bedriva grävande journalistik om organisationen. Den förste som dog var Maksim Borodin, som i april avled i sviterna efter ett fall från sin balkong på femte våningen i Jekaterinburg. Den lokala polisen kunde dock inte fastställa att det låg något brott bakom fallet från balkongen; dock kom det efteråt fram att Borodin hade ringt en vän och sagt att beväpnade och kamouflageklädda personer befann sig på balkongen och i trapphuset.
I juli 2018 blev tre ryska journalister, som tillhörde ett massmedieföretag som ägs av den forne oligarken Michail Chodorkovskij, mördade i ett bakhåll av okända attentatsmän i Centralafrikanska republiken.

### Del av invasionen av Ukraina
Wagnergruppen blev del av del av de stridande enheterna under Rysslands invasion av Ukraina i början av 2022. Gruppens existens har dock förnekats från officiellt ryskt håll, där man även velat beskriva invasionen som en "särskilt militär operation" och Wagnergruppens relativa osynlighet tjänat president Putins strategiska syften. Wagnergruppens total styrka anses vid olika tillfällen ha rört sig om uppåt 50 000 stridande, varav kanske hälften slagits ut under striderna under 2022 och 2023 eller varit verksamma i andra konfliktzoner.
Ibland har Wagnergruppen setts som en elitstyrka, lämplig att sätta in vid svårare uppdrag. Den anses ha varit elementär i Rysslands slutliga erövring av den östukrainska staden Bachmut under våren 2023, efter strider som i princip tömde staden (som dessförinnan haft över 70 000 invånare) och förvandlade den till en ruinstad. Under striderna led Wagnergruppen svåra förluster i döda (möjligen så många som 20 000) och skadade, och återkommande problem med materielförsörjning och beskjutning från reguljära trupper ledde till samarbetssvårigheter mellan trupperna.
Gruppens chef Jevgenij Prigozjin kritiserade under våren alltmer öppet den ryska statsledningen, vilket den 24 juni ledde till ett regelrätt uppror. Den dagen vände Wagnergruppen sina vapen mot Ryssland, etablerade tillfällig kontroll över militära stödjepunkter i städer som Rostov-na-Donu och Voronezj och skickade i väg en militärkolonn mot Moskva, med syftet att avsätta försvarsminister Sergej Sjojgu (enligt Prigozjin ansvarig för många av Wagnergruppens problem). Efter en dags uppror avbröts dock upproret sedan Belarus president Lukasjenko gått in som medlare. Wagnertrupperna vände därefter tillbaka till sina ordinarie stridspositioner. Den 23 augusti 2023 dödades Wagners ledare Jevgenij Prigozjin i en flygkrasch i Ryssland.

### Wagner klassad som terroristorganisation
Frågan om att klassificera Wagnergruppen som en terroristorganisation har förts under en längre tid sedan gruppen anklagats för terrorhandlingar i bland annat Syrien och Ukraina.
Frankrike uppmanade 2023 Europeiska Unionen att gå vidare med en terrorlistning. I Sverige uppmanade ett enigt utrikesutskott regeringen att verka för en europeisk klassificering. Storbritannien terrorstämplade Wagnergruppen 2023.

## Administration
Wagnergruppen har sedan november 2022 sitt huvudkontor i ett stort nybyggt kontorskomplex, PMC Wagner Center, nära tunnelbanestation Novotjerkasskaja i östra Sankt Petersburg.
Gruppen verkar utåt som ett privat rekryteringsföretag, även om man nära samordnar sin verksamhet med den ryska statsledningen (som gör det mesta för att förneka Wagnergruppens existens). På ett antal orter finns dock militärförläggningar för Rysslands militär och Wagnergruppen nära eller i anslutning till varandra, och gruppen åtnjuter mycket av det stöd som de reguljära trupperna får. Samordningen av Wagnergruppens verksamhet med den reguljära armén är också i linje med den officiella ryska linjen, där inga privata företag får verka militärt i landet.